# St. Johannes Baptist (Deifeld)

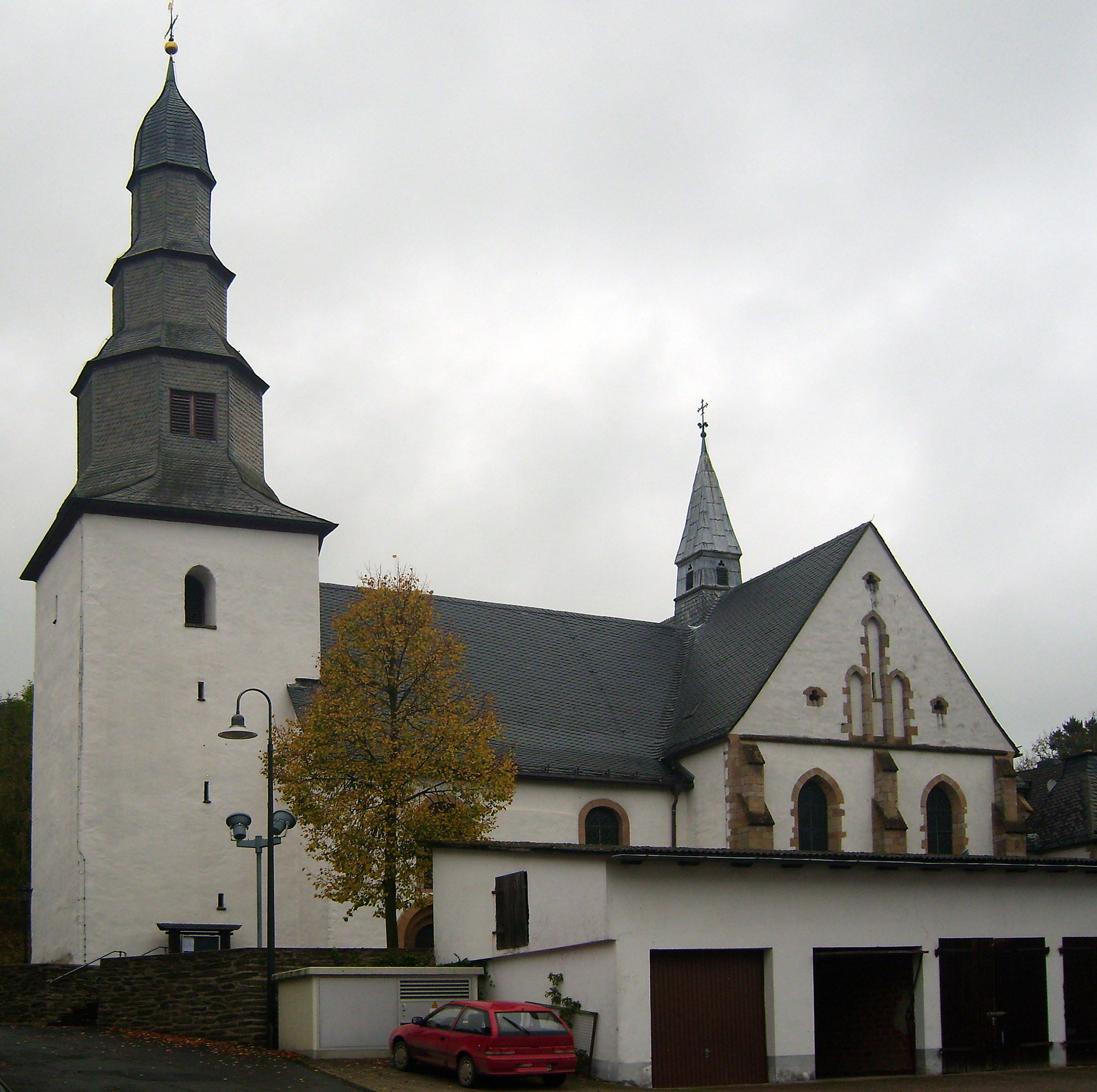
Sankt-Johannes-Baptist

Die katholische Pfarrkirche St. Johannes Baptist ist ein denkmalgeschütztes Kirchengebäude in Deifeld, einem Ortsteil von Medebach im Hochsauerlandkreis in Nordrhein-Westfalen.

## Geschichte und Architektur
Erstmals urkundlich erwähnt wurde die Pfarrei 1237. Mauern der ursprünglichen Kirche sind teilweise noch erkennbar. Von einer kleinen romanischen Hallenkirche des 13. Jahrhunderts sind zwei Joche erhalten. Der massive Westturm stammt ebenfalls aus dieser Zeit. Der Turmhelm wurde in der Barockzeit erneuert.
Bei der Kirchenvisitation im Jahr 1716 stellte man fest, dass Dach und Fußboden baufällig waren und repariert werden mussten. Der Hauptaltar war Johannes dem Täufer geweiht. Die Kirche besaß drei Glocken.
Der erste Nachweis einer Orgel stammt aus dem Jahr 1856.
Nach Abbruch des Chores im Jahr 1877 wurde der Bau um ein zweijochiges, dreischiffiges Querschiff mit Chor und Nebenkapellen erweitert. Das südliche Seitenschiff ist etwas breiter als das nördliche. Im Westturm ruht ein Kreuzgewölbe auf spitzbogigen Wandblenden. Der Zugang zur ehemaligen Treppe in der westlichen Turmwand ist vermauert.

## Ausstattung
1716 wurde berichtet, dass der Tabernakel zweimal hintereinander gewaltsam aufgebrochen war und Monstranz und Ziborien gestohlen worden waren.
- Alte nägelbeschlagene Tür
- Doppelmadonna aus dem 17. Jahrhundert[1]

## Sonstiges
Die Patroziniumsfeier war am 24. Juni; das Kirchweihfest fand am Sonntag nach St. Gallus (16. Oktober) statt. Das Kirchengebäude war im Jahr 1645 erneut geweiht worden.

## Belege
1. ↑  Georg Dehio: Handbuch der Deutschen Kunstdenkmäler, Nordrhein-Westfalen. Band 2, Westfalen, Deutscher Kunstverlag, München 1969, Seite 115

Koordinaten: 51° 14′ 27″ N, 8° 39′ 26″ O